# Micaria longipes
Micaria longipes är en spindelart som beskrevs av James Henry Emerton 1890. Micaria longipes ingår i släktet Micaria och familjen plattbuksspindlar. Inga underarter finns listade i Catalogue of Life.